# Моховой Привал
Мохов́ой Прива́л — село в Муромцевском районе Омской области России. Административный центр Моховского сельского поселения.

## История
Основано в 1796 году. В 1928 году состояло из 126 хозяйств, основное население — русские. В административном отношении являлось центром Мохово-Приваловского сельсовета Большереченского района Тарского округа Сибирского края.

## Население
| 1926 | 2010 |
| ---- | ---- |
| 801  | ↘616 |

## Улицы
| - ул. 40 лет Победы, - ул. Бараба, - ул. Буфер, - ул. Зеленовка, | - ул. Комсомольская, - ул. Молодёжная, - ул. Спортивная, - ул. Юбилейная. |